# Eurosocialismo

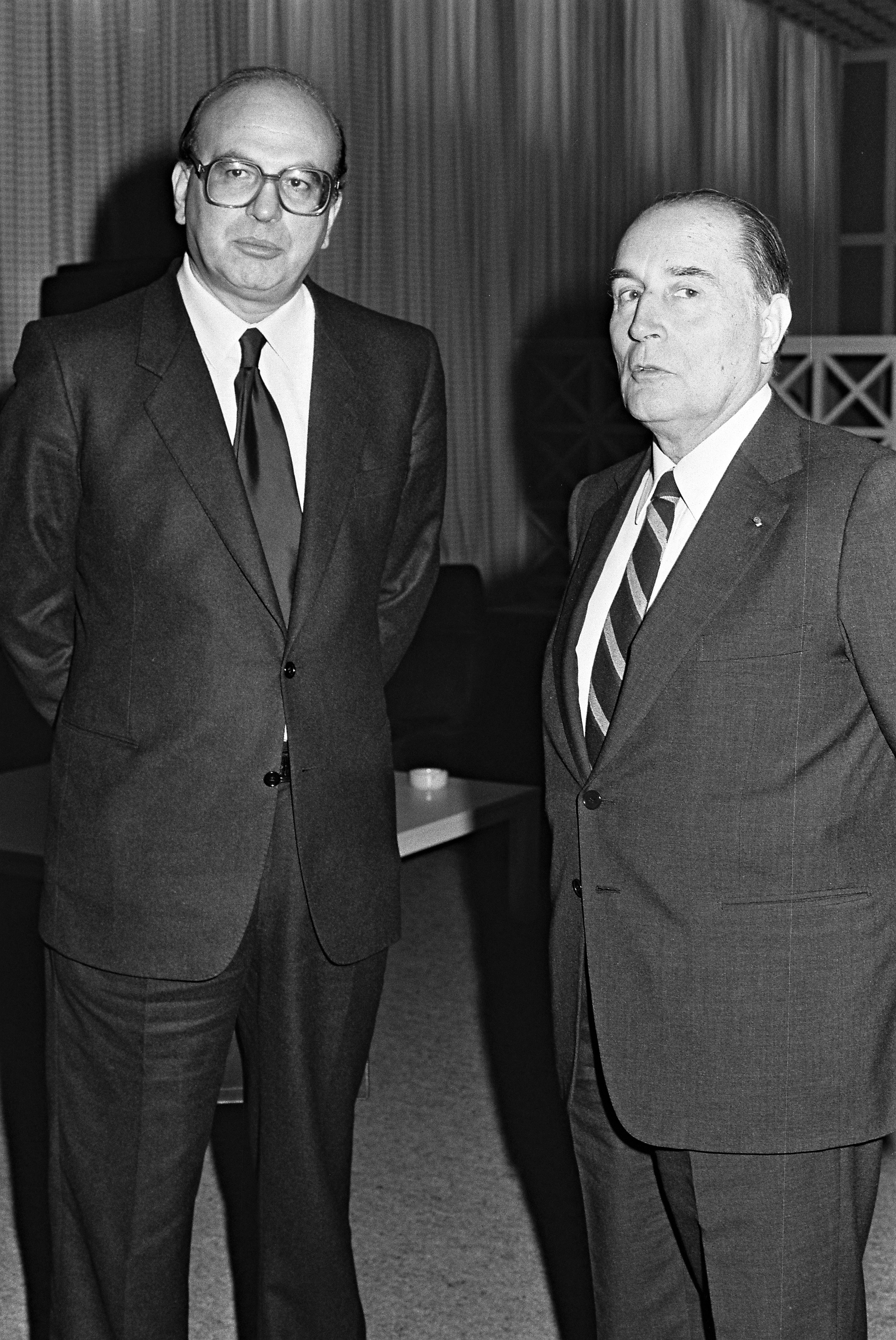
Bettino Craxi e François Mitterrand, due dei principali esponenti dell'eurosocialismo.

Per eurosocialismo si possono intendere sia l'insieme attuale dei partiti socialisti e socialdemocratici europei e il loro orientamento comune, sia la specifica ideologia e azione politica lanciata da Bettino Craxi a fine anni '70 e coordinata anche con altri leader socialisti europei come François Mitterrand.

## Descrizione
Negli anni '70 la questione dell'unificazione dell'Europa ricevette nuovi impulsi grazie ad alcune situazioni problematiche internazionali (come la decisione degli Stati Uniti di voler porre fine alla convertibilità del dollaro in oro nel 1971, le crisi petrolifere e le conseguenti crisi economiche di metà decennio), portando da un lato a creare un sistema di omologazione delle varie valute europee (l'ECU e il "serpente monetario", quest'ultimo sostituito nel 1979 dallo SME), dall'altro a voler dare vita a un vero e proprio parlamento europeo. 
Nella seconda metà degli anni '70, dunque, si cominciarono a federare su base ideologica i vari partiti politici a livello europeo in vista dell'inaugurazione del nuovo europarlamento: nacquero così l'eurocomunismo di Enrico Berlinguer, l'Eurodestra di Giorgio Almirante e la Nuova Destra di Alain de Benoist.
A seguito delle elezioni politiche italiane del 1976, il Partito Socialista Italiano navigava in cattive acque: schiacciato dal "compromesso storico" tra DC e PCI e diviso a livello interno. Nel 1976 fu dunque eletto segretario del PSI il giovane Bettino Craxi, che cominciò a rivoluzionare l'azione politica del proprio partito; abiurando da teorie socialiste più estreme, si passò a un socialismo più di governo: venne aggiunto l'aggettivo "mediterraneo" all'eurosocialismo, venne adottato il simbolo del garofano rosso in luogo della falce e martello, vennero instaurati rapporti e compiute visite con paesi ritenuti più moderati dell'Unione Sovietica (tra cui le molteplici visite in Cina, in Romania, e altrove), si puntò a una maggiore integrazione europea e a diventare un partito di governo, pur mantenendo un programma sostanzialmente socialista (come ad esempio la promozione di una tassa patrimoniale, la dura lotta l'evasione fiscale e altro ancora).
Oggigiorno il termine "eurosocialismo" indica genericamente tutti i partiti socialisti e socialdemocratici europei nel loro insieme.